# Pterogoniella microcarpa
Pterogoniella microcarpa là một loài Rêu trong họ Sematophyllaceae. Loài này được (Harv.) Broth. miêu tả khoa học đầu tiên năm 1900.